# Keith Rowley
Keith Christopher Rowley, född 24 oktober 1949 i Mason Hall på Tobago, är Trinidad och Tobagos sjunde och nuvarande premiärminister. Han efterträdde Kamla Persad-Bissessar 2015 och valdes till en ny period 2020.
Han är utbildad vulkanolog.